# Hans Luther
Hans Luther (Berlin, 1879. március 10. – Düsseldorf ,1962. május 11.) német jogász és politikus (konzervatív jobboldali párt (DNVP). Németország kancellárja 1925-1926 között.
Politikai karrierjét Magdeburg-ban kezdte ahol 1907-ben városi tanácsosnak választották. 1928-ban polgármester lett Essen-ben és 1922-ben mezőgazdasági miniszternek nevezték ki a Wilhelm Cuno kormányában. További bizalmat kapott Gustav Stresemann kancellár kormányában, előbb mint mezőgazdasági miniszter, majd pénzügyminiszter. Wilhelm Marx kancellár mindkét kormányában (1923-25) is mint pénzügyminiszter tevékenykedett. Ebben az időszakban vezették be az átmeneti pénznemet, a „Járadékmárkát” (Rentemark), amivel sikerült az inflációt megállítani. Luther 1925 januárban lett kancellár és megmaradt hivatalában a kormány 1926 januári átalakítása után is.
Rövidebb ideig (1925 február – 1926 május) megbízott elnök volt, a szociáldemokrata Friedrich Ebert halálától a választásokig.
Luthert a Svéd Királyi Tudományos Akadémia tagjává választották 1926-ban.
Egy év után lemondott a kancellárságról az aggasztó politikai helyzet miatt. Koalíciós kormánya három pártra támaszkodott, a saját pártjára a konzervatív jobboldali pártra (DNVP), a Centrumpártra (Zentrum) és a liberális Német demokrata pártra (DDP). 1927-ben belépett a Német Néppártba (Deutsche Volkspartei).
1930-ban kinevezték a Nemzeti Bank élére, ahonnan Hitler hatalomra lépésekor, lemondott. A náci kormány 1933-ban kinevezte Németország amerikai nagykövetévé. Luther 1937-ben visszavonult a nyilvánosságtól, de a második világháború után visszatért, mint a nyugat-német kormány tanácsadója. Az akkori Nyugat-Németországban hunyt el 1962-ben.

## Fordítás
- Ez a szócikk részben vagy egészben  a   Hans Luther című svéd Wikipédia-szócikk fordításán alapul.  Az eredeti cikk szerkesztőit annak laptörténete sorolja fel. Ez a jelzés csupán a megfogalmazás eredetét és a szerzői jogokat jelzi, nem szolgál a cikkben szereplő információk forrásmegjelöléseként.